# Vicente Zito
Vicente Antonio Zito (25 novembre 1912 – 26 luglio 1989) è stato un calciatore argentino, di ruolo attaccante.
Fu soprannominato La Bordadora (in lingua italiana La Ricamatrice).

## Carriera

### Club
Giocò nella massima serie argentina con varie squadre, ma quella con cui ha lasciato di più il segno ed è ancora ricordato è il Racing Avellaneda.

### Nazionale
Giocò 4 partite per la nazionale argentina.

## Palmarès

### Club

#### Competizioni nazionali
- Copa de Competencia Liga Argentina: 1

Racing: 1933